# Nikola Nikolow
Nikola Nikolow (bulgarisch Никола Николов; * 27. Mai 1993) ist ein bulgarischer Eishockeytorwart, der seit 2015 beim SK Irbis-Skate in der bulgarischen Eishockeyliga unter Vertrag steht.

## Karriere
Nikola Nikolow begann seine Karriere als Eishockeyspieler beim HK Slawia Sofia, mit dem er 2010, 2011 und 2012 den bulgarischen Landesmeistertitel sowie 200 und 2011 auch den Pokalwettbewerb gewinnen konnte. 2013 wechselte er zum HK ZSKA Sofia, mit dem er 2014 erneut die Meisterschaft und den Pokalsieg erringen konnte. Seit 2015 spielt er beim SK Irbis-Skate, mit dem er 2016 und 2016 weitere Meistertitel gewann.

### International
Für Bulgarien nahm Nikolow an den U18-Weltmeisterschaften der Division III 2010 und 2011, als er zum besten Torhüter des Turniers gewählt wurde, sowie den U20-Weltmeisterschaften der Division III 2010, 2011, 2012 und 2013, als er nach dem Chinesen Xia Shengrong den zweitgeringsten Gegentorschnitt pro Spiel und nach diesem und dem Neuseeländer Aston Brookes die drittbeste Fangquote des Turniers aufwies, teil. 
Im Erwachsenenbereich spielte Nikolow für Bulgarien bei den Weltmeisterschaften der Division II 2012, als er jeweils nach dem Belgier Björn Steijlen die zweitbeste Fangquote und den zweitgeringsten Gegentorschnitt des Turniers erzielte, 2013 und 2015 sowie der Division III 2017. Zudem vertrat er seine Farben bei der Olympiaqualifikation für die Winterspiele in Pyeongchang 2018.

## Erfolge und Auszeichnungen
- 2010 Bulgarischer Meister und Pokalsieger mit dem HK Slawia Sofia
- 2011 Bulgarischer Meister und Pokalsieger mit dem HK Slawia Sofia
- 2011 Bester Torhüter der U18-Weltmeisterschaft der Division III, Gruppe A
- 2012 Bulgarischer Meister mit dem HK Slawia Sofia
- 2014 Bulgarischer Meister und Pokalsieger mit dem HK ZSKA Sofia
- 2016 Bulgarischer Meister mit dem SK Irbis-Skate
- 2017 Bulgarischer Meister mit dem SK Irbis-Skate